# ولاية مصيرة

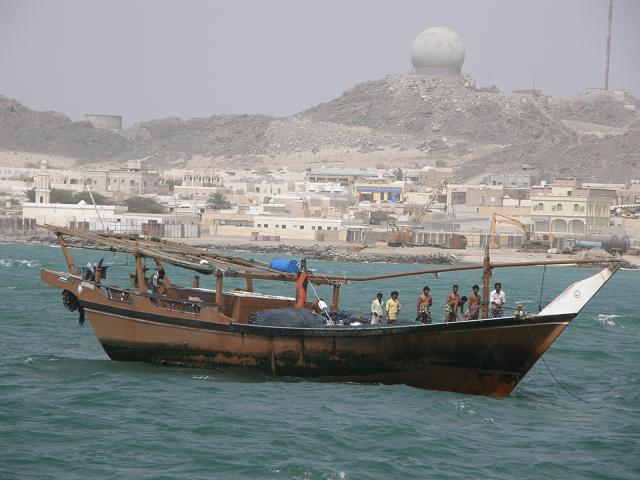
جزيرة مصيرة

مصيرة أو  جَزِيْرَة مَصِيْرَة هي إحدى ولايات محافظة جنوب الشرقية في سلطنة عُمان. وهي جزيرة تقع جنوب شرق السلطنة وتربط حولها عدة جزر أخرى أهمها شعنزي. وتوجد في ولاية مصيرة 11 قرية يسكنها حوالي 14 ألف نسمة تقريبا. وكانت مصيرة محطة استراحة للسفن المتوقفة على شواطئها للتزوّد بالمياه العذبة، ويتردد بأن الإسكندر المقدوني اتخذها قاعدة وأسماها سيرابيس. وقال عنها ياقوت الحموي في كتابه معجم البلدان «مصيرة: بالفتح ثم الكسر: جزيرة عظيمة في بحر عُمان فيها عدة قرى»

## التاريخ
كان لمصيرة عبر التاريخ عدة مسميات وهي:
- دمواجره
- دامسرة
- سيرا
- مالر
- مارا
- ماسايرابيس
- سال

ومن أشهر المسميات مالر، ذلك الاسم الذي أطلقه الإسكندر المقدوني قبل الميلاد، حينما قدم إليها بأساطيله وجيوشه واتخذها قاعدة وانطلق منها ينظم حملاته على بلاد فارس.
وقيل أن اسم مصيرة مشتق من مصير الإنسان، حيث الناس قديمًا قبل استخدام وسائل النقل الحديثة بأن هذه الجزيرة موطناً للسحرة والجان -كما ذكر عنها في كتب التاريخ القديمة- وأنه من يدخلها يكون مصيرة النسيان والضياع، ومن هذا المصير اشتق اسم مصيرة، ورواية أخرى تقول بأن الاسم جاء من كلمة صيرة وهي تعني المكان المرتفع في البحر، كما في العامية، والصير تعني كذلك الصخرة المرتفعة في البحر، وجاء اسم الصاري من تلك التسمية وهي الصيرة، حيث إن أول ما يشاهد في السفينة الشراعية هو «دقل» السفينة الذي يسمى الصاري، ولكون الجزيرة منطقة مرتفعة فوق سطح البحر جاءت هذه التسمية لها فأصبحت مصيرة، ونرجح هذا القول لشموليته الصوابية فالجزيرة عبارة عن مكان مرتفع وسط البحر ويشبه الصيرة.

## سنؤ
يبلغ عدد سكان ولاية مصيرة 8 آلاف و 726 نسمة حيث يبلغ عدد العمانيين 6 آلاف و 877 نسمة بينما يبلغ عدد الوافدين 1849 نسمة حسب إحصاءات تعداد 2010.

## السكان
تعد شواطئها بحد ذاتها من الأماكن السياحية، فهي تتيح فرص لا مثيل لها لمشاهدة السلاحف البحرية وهي تتناسل وتتكاثر في بيئتها الطبيعية، كما أن السياحة في الجزيرة مناسبة جدا للتزحلق الشراعي على البحر وصيد السمك والغوص إضافة إلى انتشار عدد من العيون المائية في الجزيرة، أهمها: عين القطارة ووادي بلاد وغيرهما من العيون بالقرب من جبل الحلم في جنوب الجزيرة. تخلو الولاية من الأفلاج، ويوجد بها بعض الآثار القديمة أهمها: حصنا مرصيص ودفيات، ومسجد الإمام الشيخ منصور بن ناصر المجعلي بمنطقة مرصيص. ومقبرة أثرية في منطقة صفايج وآثار يرجع تاريخها إلى ثلاثة الآف سنة قبل الميلاد. وفي وسط الجزيرة توجد سلسلة جبلية تعد بمثابة العمود الفقري لها.

## السياحة
ويعتبر النسيج من أهم الحرف التقليدية بالولاية. وكانت تشتهر بصناعة السفن التي كادت تنعدم حالياً، لكنها لا تزال تحتفظ بشهرتها في صناعة شباك الصيد. ويمارس بعض سكان جزيرة مصيرة حرفة الزراعة ومن أهم المنتجات الزراعية بالولاية النخيل، المانجو والرمان.

## جنوب الشرقية
- المنطقة الشرقية